# 크로커다일 던디 2
《크로커다일 던디 2》(영어: Crocodile Dundee II)는 오스트레일리아와 미국에서 제작된 1988년 액션 코미디 영화이다. 《크로커다일 던디》(1986)의 속편이다. 존 코넬이 연출하고 제작에 참여했으며, 폴 호건이 공동 각본을 쓰고 주연으로 출연하였다.
이 영화는 제작에 1,400만 달러의 비용이 소요되었다.
2001년 속편 《크로커다일 던디 3》이 개봉하였다.

## 출연
- 폴 호건 - 마이클 J. "크로커다일" 던디 역
- 린다 커즐라우스키 - 수전 "수" 찰턴 역
- 존 멜리언
- 찰스 S. 더턴
- 케네스 웰시
- 스티븐 루트
- 데니스 부치캐리스
- 어니 딩고
- 스티브 래크먼
- 제리 스킬턴
- 거스 머큐리오
- 수지 에스먼
- 콜린 퀸
- 루이스 구스만
- 앨릭 윌슨
- 짐 홀트
- 빌 샌디
- 타티아나 알리
- 제이스 알렉산더
- 베티 보빗

## 기타 제작진
- 협력 제작: 마크 턴불
- 배역: 다이앤 크리턴든
- 미술: 로런스 이스트우드
- 의상: 노마 모리소

## 우리말 녹음
KBS 성우진 (1995년 11월 19일)
- 설영범 - 크로커다일 던디(폴 호건)
- 권희덕 - 수 찰턴(린다 커즐라우스키)
- 김민규
- 이강식
- 조동희
- 김환진
- 김준
- 최병상
- 임성표
- 김태웅
- 이재용
- 성완경
- 안정실
- 정미경